# Netelia silantjewi
Netelia (Netelia) silantjevi – gatunek błonkówki z rodziny gąsienicznikowatych i podrodziny Tryphoninae.

## Taksonomia
Gatunek ten opisany został w 1899 roku przez Nikitę Kokujewa jako Paniscus silantjevi.

## Opis
Głowa żółta z brązowym do czarniawobrązowego rejonem między przyoczkami. Czułki, potylica i odnóża rudożółte. Tylne stopy żółte. Tułów i poazatułów rude do brązowawożółtych z bocznymi płatami śródtarczki jasnobrązowymi do brązowych. Metasoma żółtawo- lub rudobrązowa z jaśniejszymi trzecim, czwartym i przednią ¼ pierwszego tergitu. Przednie skrzydło długości 11,6–13,5 mm. Samiec o hypopygium krótkim, nieco wypukłym na brzegu wierzchołkowym. Wierzchołkowa część grzbietowej krawędzi paramer obrzeżona. Poduszeczka (ang. pad) długa, półksiężycowata.

## Rozprzestrzenienie
W Europie wykazany został z Austrii, Bułgarii, Francji, Mołdawii, Polski, Rumunii, Rosji, Szwajcarii, Ukrainy, Węgier i Włoch. Poza Europą znany z Cypru, Afganistanu, Kraju Nadmorskiego, Indii, Tajwanu i Japonii.